# Cootie Williams
Cootie Williams, nato Charles Melvin Williams (Mobile, 10 luglio 1911 – New York, 15 settembre 1985), è stato un trombettista jazz statunitense, noto soprattutto per la sua militanza nell'orchestra di Duke Ellington negli anni dal 1929 al 1940 e in quelli successivi al 1963.

## Biografia
Williams iniziò la sua carriera a soli 14 anni con la Young Family band, che contava tra i suoi membri il sassofonista Lester Young. La sua prima registrazione è datata 1928, col gruppo del pianista James P. Johnson a New York, dov'era giunto dal Sud col gruppo degli "Alonzo Ross' Syncopators". In quegli anni Williams fu brevemente presente nelle orchestre di Chick Webb e Fletcher Henderson. La grande occasione di Cootie arrivò con l'orchestra di Duke Ellington che lo ingaggiò nel 1929 come rimpiazzo di Bubber Miley, e con la quale rimase fino al 1940 (il suo sostituto fu Ray Nance). Con Ellington, Williams si impose come prima tromba e - quando se ne andò - Duke gli dedicò il pezzo intitolato "Concerto for Cootie" (quando, 22 anni dopo, Williams tornò, Duke gli dedicò il pezzo "New Concerto for Cootie"). Nel periodo Ellingtoniano, Williams fece anche alcune sedute di registrazione a suo nome, a volte con altri membri dell'orchestra e spesso con nomi del calibro di Lionel Hampton, Teddy Wilson, and Billie Holiday. Nel 1938, Williams fu uno degli ospiti al famoso concerto di Benny Goodman alla Carnegie Hall.
Nel 1940 Williams si unì all'orchestra di Benny Goodman, un evento che fece rumore nel mondo del jazz. La separazione da Duke fu consensuale e avrebbe dovuto essere limitata ad un anno, ma al termine del periodo Duke incoraggiò Williams a cercare il successo per proprio conto. Nel 1941 Cootie fondò la propria orchestra con cui avrebbe, nel corso degli anni ingaggiato Charlie Parker, Eddie "Lockjaw" Davis, Bud Powell, Eddie Vinson, Leonard Gaskin, e altri giovani musicisti destinati a diventare famosi. Tra il 1942 e il 1944, quando il suo pianista era Thelonious Monk, Williams figurò come coautore di "'Round Midnight" il famoso brano che sarebbe fra l'altro diventato la sigla dell'orchestra - anche se con ogni probabilità Williams fu inserito tra gli autori per ragioni economiche.
Nonostante il successo del pezzo "Gator", verso la fine degli anni 1940 Williams - forse seguendo il gusto del pubblico di colore - si avvicinò sempre di più al rhythm & blues e ridusse l'orchestra ad un sestetto, ma questo non bastò ad evitare alla sua orchestra il fato che colpì la maggior parte delle grandi formazioni in quegli anni. Williams passò il decennio del 1950 esibendosi con piccoli gruppi, ma senza mai ottenere un grande successo. Nel 1962/1963 tornò con Ellington, che non avrebbe più abbandonato fino alla su morte, rimanendo tra le file dell'orchestra fino al 1974. La sua attività rallentò molto, in seguito, e la sua ultima registrazione, con la cantante Teresa Brewer, è del 1978. Nel 1975, Williams fu invitato a suonare durante l'intervallo del Super Bowl IX. Nel 1991, dopo la sua morte, Williams venne eletto alla "Alabama Jazz Hall of Fame" e nella Jazz Hall of Fame nel 1993.
Lo stile di Cootie Williams, nel primo periodo, era inconfondibilmente "jungle" così come quello del suo compagno d'orchestra, il trombonista Tricky Sam Nanton e come quello del trombettista Bubber Miley, che Williams aveva sostituito e che di questo stile era praticamente stato l'ispiratore. Un altro tratto che lo contraddistingueva (di nuovo accomunandolo a Nanton e Miley) era il suo uso della sordina "plunger", che pare sia stato d'ispirazione a Wynton Marsalis. In seguito il suo stile avrebbe mostrato l'influenza di Louis Armstrong, per poi tornare a schemi più semplici negli ultimi anni di carriera.
Occasionalmente Williams cantava, e lo si può sentire in veste di cantante nel pezzo Echoes of the Jungle, con Ellington.

## Discografia
- 1956 - Rock 'N' Roll (Allegro Elite Records, 4109) album split, lato A Cootie Williams and His Orchestra, lato B Jimmy Preston and His Orchestra
- 1957 - The Big Challenge (Jazztone Records, J1268) con Rex Stewart (a nome Cootie & Rex)
- 1958 - Cootie Williams in Hi-Fi (RCA Victor Records, LPM-1718) la versione stereo uscì con il titolo di Cootie Williams in Stereo (LPS-1718)
- 1959 - Porgy & Bess Revisited (Warner Bros. Records, 1260) con Rex Stewart
- 1959 - Cootie (Decca Records, 153.894) registrato e pubblicato in Francia
- 1959 - Un concert à minuit (Decca Records, 153.931) Live, registrato e pubblicato in Francia
- 1959 - Around Midnight (Jaro Records, JAM-5001/JAS-8001) con Wini Brown
- 1960 - Do Nothing Till You Hear from...Cootie (Warwick Records, W-2027/W-2027ST)
- 1962 - The Solid Trumpet of Cootie Williams (Moodsville Records, MVLP-27)
- 1970 - Cootie and The Boys from Harlem (Tax Records, M-8005) registrazioni del 1937, 1938, 1939 e 1940, ripubblicato negli anni ottanta dalla Swaggie Records
- 1970 - Cootie and His Rug Cutters 1937-40 (Tax Records, M-8011) registrazioni del 1937, 1938, 1939 e 1940, ripubblicato negli anni ottanta dalla Swaggie Records
- 1972 - Big Band Bounce (Capitol Records, M-11057) album split, lato A Benny Carter and His Orchestra; lato B Cootie Williams and His Orchestra
- 1972 - Cootie Williams and His Savoy Ballroom Orchestra (RCA Records, NL-46032)
- 197? - Cootie Williams Sextet and Orchestra (Phoenix Records,LP-1) data di pubblicazione sconosciuta
- 1985 - Typhoon 1945-1950 (Swingtime Records, ST 1003)
- 1986 - Echoes of Harlem (Affinity Records, AFS 1031)
- 1989 - Things Ain't What They Used to Be (Jukebox Lil records, JB-623)
- 1995 - An Introduction to Cootie Williams: His Best Recordings, 1930-1943 (Best of Jazz Records, 4018)
- 1995 - Sextet & Big Band (Jazz Archives, N 11)
- 1995 - The Chronological Classics: Cootie Williams and His Orchestra 1941-1944 (Classics Records, 827)
- 1998 - The Chronological Classics: Cootie Williams and His Orchestra 1945-1946 (Classics Records, 981)
- 2000 - The Chronological Classics: Cootie Williams and His Orchestra 1946-1949 (Classics Records, 1105)
- 2002 - Joe Newman & Cootie Williams: Jazz at Midnight (Gitanes Jazz Productions Records, 018 446-2)
- 2002 - The Ellington's Days (Jazz Archives Records, 3 540131 603420)